# Canh tác khoai lang tại Polynesia

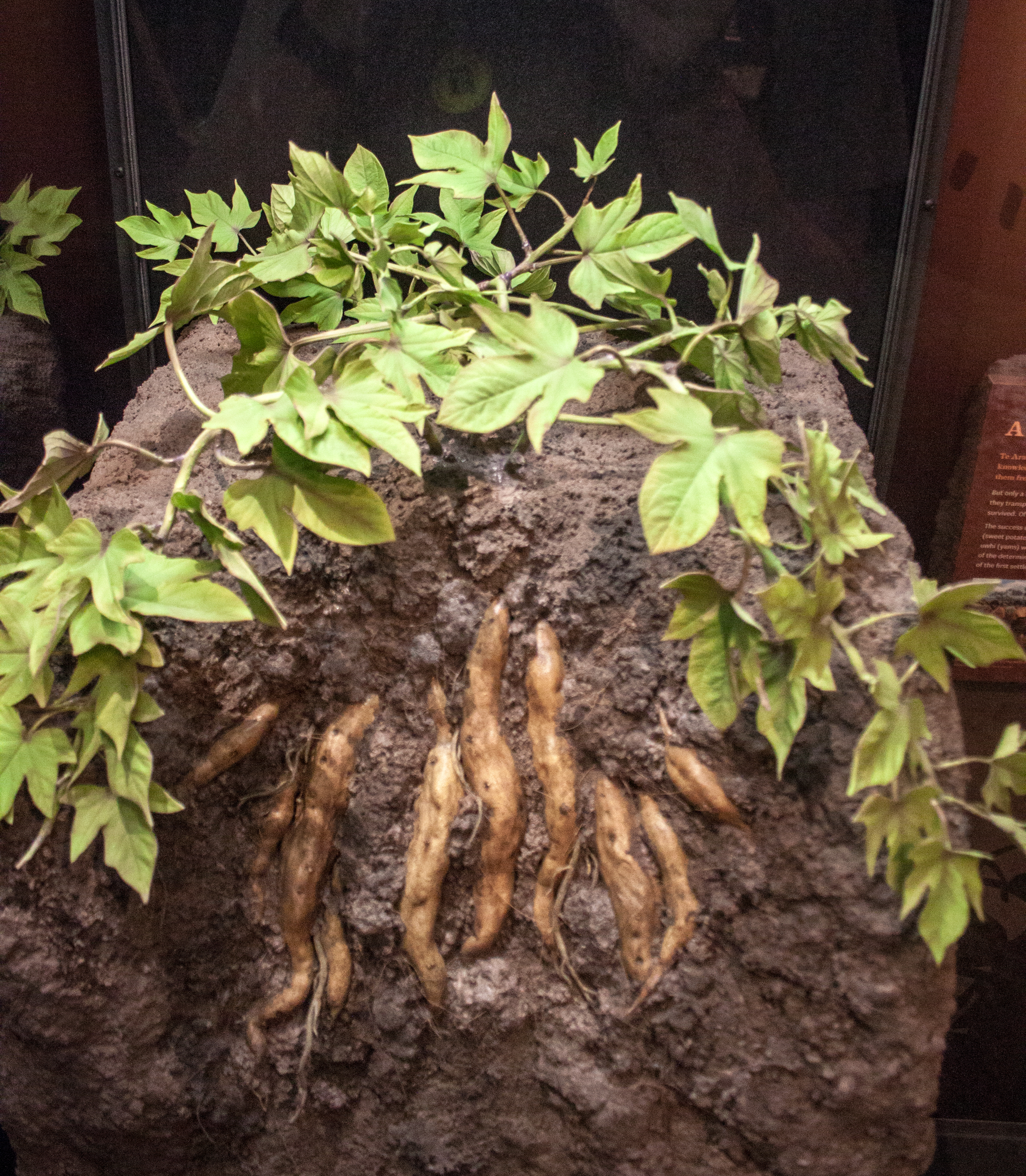
Taputini là một giống khoai lang (kūmara) được trồng ở New Zealand thời kỳ tiền Âu châu

Khoai lang được bắt đầu canh tác ở miền trung Polynesia vào khoảng năm 1000 CN. Trong nhiều thể kỷ sau đó, loại cây lương thực này trở nên rất phổ biến trong khu vực, đóng vai trò là cây lương thực chính yếu ở Hawaii, Đảo Phục sinh và New Zealand. Sau sự du nhập của các giống cây trồng cứng cáp và lớn hơn từ châu Mỹ sang miền trung Polynesia vào những năm 1600 (quá trình này bắt đầu muộn hơn ở New Zealand, vào đầu những năm 1800), các giống cây trồng truyền thống đã bị thay thế triệt để. Tuy vậy vẫn còn một số địa phương trồng các giống cây cũ, nhưng việc này rất hiếm và không nhằm mục đích thương mại.
Ta chưa rõ cây khoai lang tới được các đảo Thái Bình Dương bằng cách nào. Phần lớn giới nghiên cứu cho hay đây là bằng chứng người Nam Đảo rõ ràng đã tới được châu Mỹ. Song đáng chú ý là một số nghiên cứu di truyền trên các giống cây trồng truyền thống kết luận rằng khoai lang đã có mặt ở Polynesia trước cả khi con người đặt chân đến. Nếu điều này đúng thì có lẽ giả thuyết tiếp xúc viễn dương đã đề cập bên trên không quá vững chắc như ta từng nghĩ.

## Lịch sử

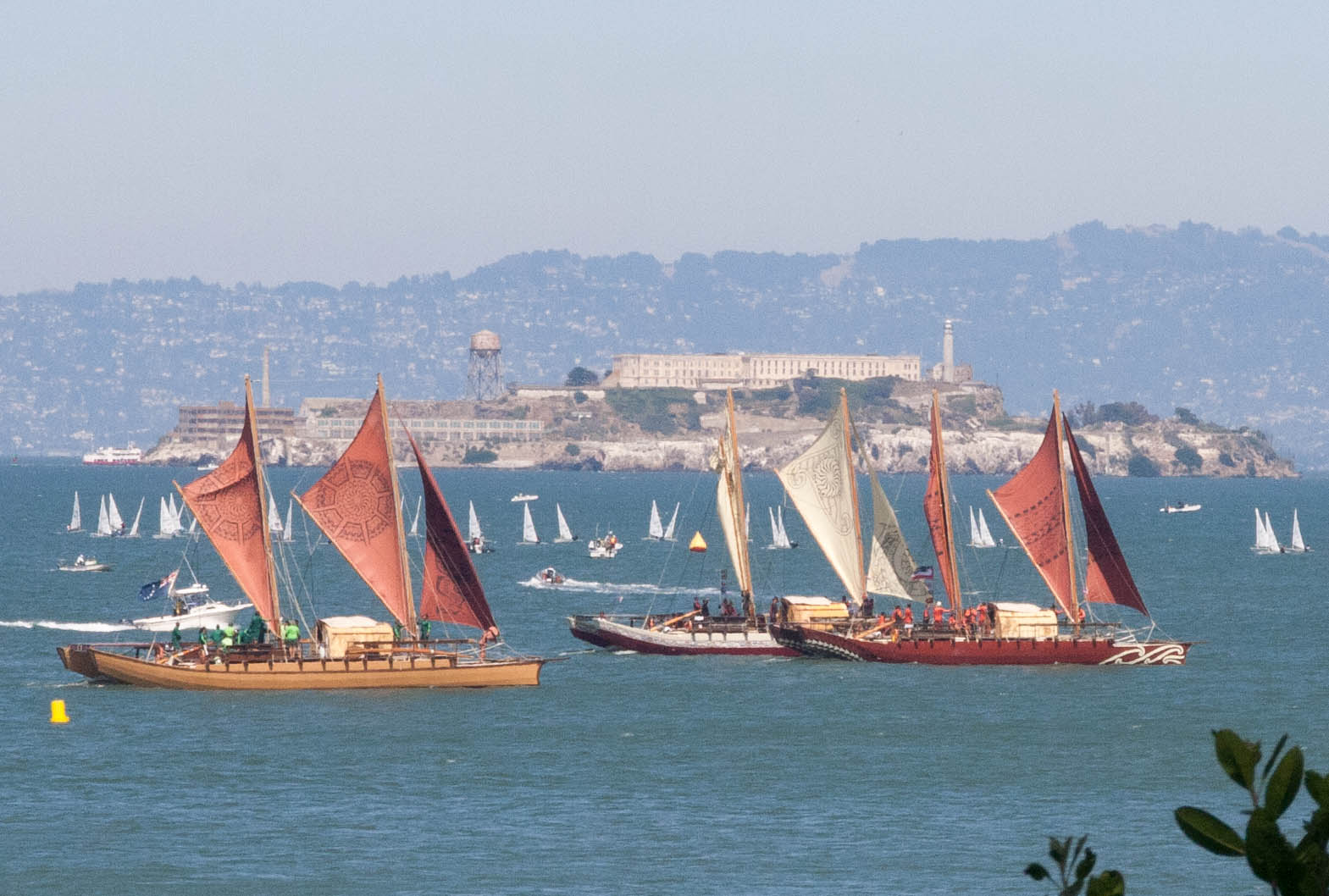
Có giả thuyết cho rằng người Nam Đảo đã phổ biến khoai lang tới các đảo Thái Bình Dương. Hình trên chụp đoàn thuyền vaka moana phục dựng ghé thăm California.

Cây khoai lang (Ipomoea batatas) có nguồn gốc từ châu Mỹ, và giống cây này đã được trồng rộng rãi ở Trung và Nam Mỹ từ năm 2500 TCN. Khoai lang lần đầu tiên được trồng làm cây lương thực ở trung Polynesia vào khoảng năm 1000–1100 CN. Bằng chứng khảo cổ về sự hiện diện sớm nhất của khoai lang đã được tìm thấy tại một địa điểm duy nhất trên đảo Mangaia về phía nam Quần đảo Cook, với niên đại khoảng năm 988-1155 CN dựa trên định tuổi bằng carbon. Trong vài thế kỷ tiếp, khoai lang được du nhập sang vùng tam giác Polynesia: Đảo Phục sinh, Hawaii và New Zealand. Nguyên nhân sự lan rộng nhanh chóng của khoai lang có lẽ bởi nông dân Polynesia coi loài cây này năng suất hơn các loài Dioscorea (bao gồm khoai mỡ) mà họ hiện có. Khoai lang nhiều khả năng phân tán sang các đảo Polynesia khác nhờ quá trình cắt dây leo chứ không phải nhờ hạt.
Giả thuyết ba phần được phát triển vào những năm 1950 và 1960, bàn về dòng dõi các giống khoai Polynesia, hiện được coi là giả thuyết thời thượng nhất. Theo đó, ba dòng khoai lang truyền thống tại Polynesia lần lượt là: dòng kumara lấy từ bờ tây Nam Mỹ vào khoảng năm 1000 CN (sau bị thay thế bởi các giống khoai do người Tây Ban Nha và Bồ Đào Nha mang đến vào khoảng năm 1500 CN), dòng camote Trung Mỹ và dòng batata Caribê. Khoai lang đã trở thành loại lương thực chính yếu ở các vùng địa đầu của văn hóa Polynesia - chẳng hạn như ở Hawaii tiền châu Âu, đảo Phục sinh và New Zealand - quan trọng hơn cả khi so với vùng trung tâm Polynesia. Trong những năm 1600, các giống khoai lang và bầu truyền thống của Polynesia bắt đầu bị thay thế bởi các giống Bắc Mỹ ngoại lai. Trong giai đoạn này, khoai lang hoàn toàn vắng bóng ở nhiều hòn đảo Polynesia trung tâm (chẳng hạn quần đảo Cook, ngoại trừ Mangaia).

### Giả thuyết tiếp xúc tiền Colombo
Sự hiện diện của khoai lang ở Thái Bình Dương thường được coi là bằng chứng về sự tiếp xúc giữa các dân tộc Polynesia và thổ dân châu Mỹ. Tuy nhiên ta chưa biết hướng tiếp xúc xảy ra như thế nào; tức là liệu rằng người Polynesia đã tới được châu Mỹ bằng ghe bầu của họ, hay là người châu Mỹ đã đóng bè vượt biển rồi cập bến các đảo cực đông của Polynesia như Rapa Nui. Tuy vậy cũng có khả năng các giống khoai đã phát tán mà không cần sự can thiệp của con người, giả dụ như bị rớt xuống thuyền rồi theo dòng biển trôi dạt về phía tây.
Nhiều giả thuyết đã được đưa ra để giải thích cho mối liên hệ về di truyền, văn hóa và/hoặc ngôn ngữ giữa các dân tộc Polynesia và thổ dân châu Mỹ. Một số mắt xích quan trọng trong những suy đoán đó bao gồm người Chumash bản xứ California, người Mapuche bản xứ miền trung và miền nam Chile, và nền văn hóa Zenú tiền Colombo bản xứ của Colombia. Hai nhà ngôn ngữ học Hà Lan chuyên nghiên cứu về các thứ tiếng châu Mỹ là Willem Adelaar và Pieter Muysken nhận thấy một điểm tương đồng khá thú vị giữa các ngôn ngữ Polynesia và các ngôn ngữ Nam Mỹ: từ chỉ "khoai lang" tiếng Polynesia nguyên thủy được phục dựng là *kumala (so sánh kumara tiếng Rapa Nui, ʻuala tiếng Hawaii, kūmara tiếng Māori) trông rất giống với từ "khoai" trong tiếng Quechua và tiếng Aymara là k'umar ~ k'umara. Adelaar và Muysken khẳng định rằng sự trùng khớp từ vựng này là bằng chứng của sự tiếp xúc ngẫu nhiên hoặc liên hệ hãn hữu giữa trung tâm Andes và Polynesia.

### Giả thuyết phân tán tự nhiên
Một số nhà nghiên cứu cho rằng khoai lang có lẽ đã lan tới Polynesia theo đường bay của chim muông hoặc các bè tự nhiên trôi dạt trên biển hàng nghìn năm trước sự xuất hiện của con người. Một phân tích di truyền vào năm 2018 các củ khoai lang được thu thập từ quần đảo Société bởi Joseph Banks trong chuyến hải trình đầu tiên của James Cook năm 1769 cho thấy dòng khoai Polynesia phân tách khỏi dòng khoai Nam Mỹ ít nhất 111.500 năm trước. Các tác giả của bài báo suy đoán rằng sự lan rộng của khoai lang nhờ môt phần vào các loài Ipomoea littoralis và Ipomoea tuboides ở Thái Bình Dương và châu Á - những loài thực vật có họ hàng với chi Ipomoea châu Mỹ với hình thái hạt rất giống hạt của khoai lang. Tuy vậy giới chuyên gia ngày nay nghiêng hơn về giả thuyết tiếp xúc tiền Colombo, do nguồn ADN phiến diện được sử dụng trong bài báo này (có thể nó đã hư hại và được phân tích chưa chuẩn đối với ADN cổ đại), và bằng chứng ngôn ngữ học khá vững chãi.

### Du nhập vào các địa phương

#### Hawaii
Trên quần đảo Hawaii, bản ghi khảo cổ sớm nhất về khoai lang (tiếng Hawaiian: ʻuala) có niên đại khoảng năm 1300 CN, được tìm thấy trên các vùng đất nông nghiệp truyền thống tại Kohala, Hawaii. Khoai lang có lẽ được giới thiệu tới quần đảo vào cùng khoảng thời gian đó, sau khi những người định cư Polynesia đầu tiên đặt chân đến. Khoai lang được coi là kém chất lượng hoặc kém giá trị hơn so với một loại cây trồng khác trên đảo đó là khoai sọ, nhưng vẫn được trồng phổ biến vì khoai lang có thể phát triển mạnh trong điều kiện bất lợi và chỉ mất từ ba đến sáu tháng để trưởng thành.

#### Đảo Phục sinh

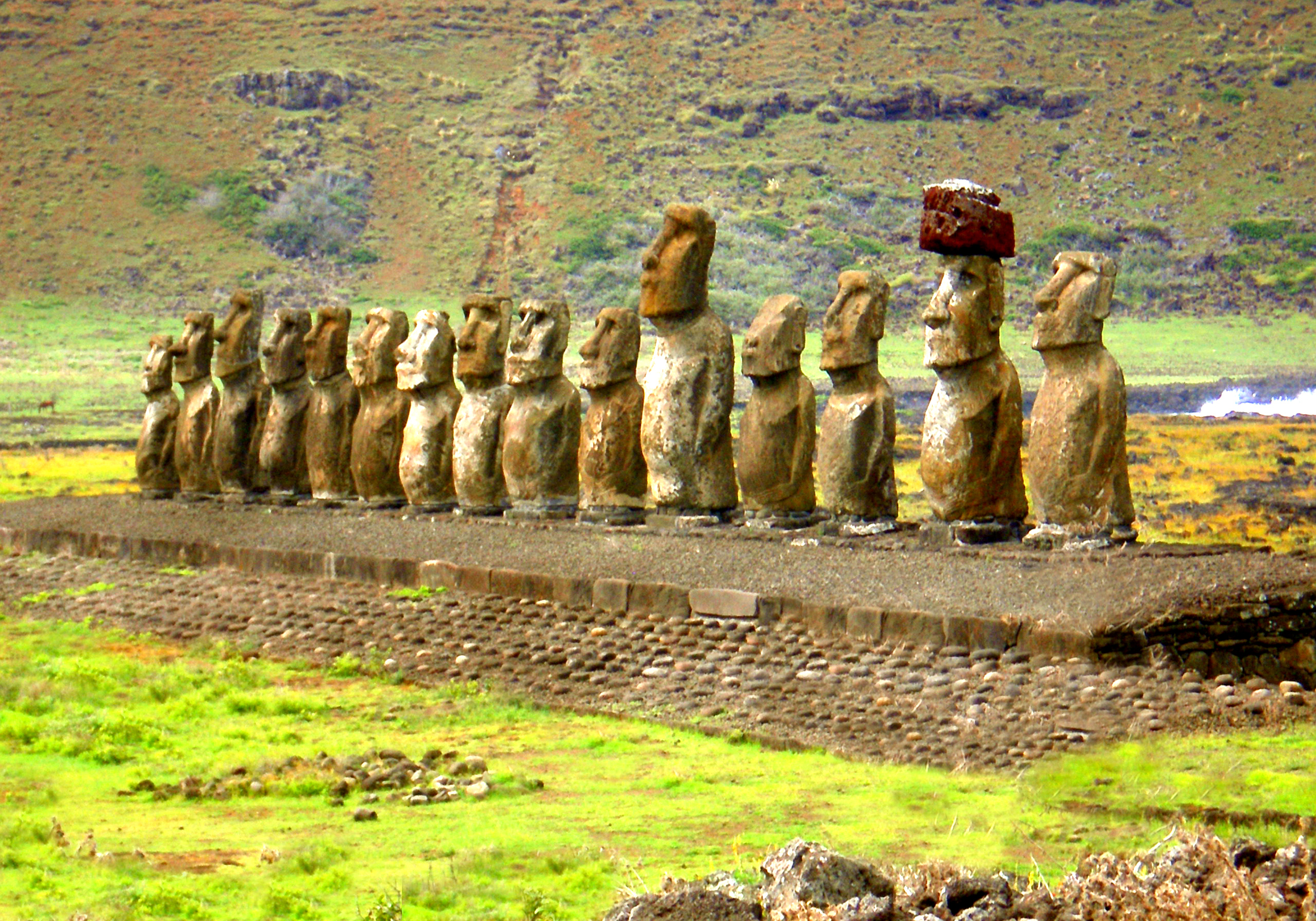
Sự du nhập khoai lang tới Đảo Phục Sinh có lẽ là nguyên nhân trực tiếp khiến thổ dân trên đảo dựng các bệ đá ahu và các bức tượng moai trên hình.

Khoai lang (tiếng Rapa Nui: kumara) được du nhập tới Đảo Phục sinh (Rapa Nui) vào khoảng năm 1200–1300 CN. Do khoai lang chịu hạn tốt, nó đã thay thế khoai mỡ (yam) và khoai sọ (taro), trở thành cây lương thực chính trên đảo và 1/10 tổng diện tích đất của đảo được dành cho việc canh tác khoai lang. Đáng chú ý, người Rapa Nui có câu chuyện huyền sử về người định cư đầu tiên tên là Hotu Matuꞌa trồng khoai lang, khoai mỡ và bầu bí gần Orongo.
Có giả thuyết cho rằng khoai lang đã trực tiếp dẫn đến việc xây dựng các bệ ahu và tượng moai, bởi lẽ mùa màng bội thu đồng nghĩa với việc cư dân bản địa có thể dành nhiều thời gian hơn cho các hoạt động khác ngoài làm nông. Ngoài ra việc canh tác khoai lang có thể đã dẫn đến nạn phá rừng, vì đốt cọ tạo điều kiện thuận lợi cho cây trồng chóng lớn trên đất nghèo dinh dưỡng.

#### New Zealand
Khoai lang (tiếng Māori chuẩn: kūmara, phương ngữ Māori phía nam: kūmera) là một loại cây trồng truyền thống của người Maori. Bằng chứng khảo cổ cho thấy cây kūmara được trồng tại New Zealand ngay sau lần đầu người Polynesia tới định cư ở New Zealand, có lẽ vào khoảng giữa năm 1300 và 1400. Sự thiếu vắng bằng chứng khảo cổ tại các khu định cư bỏ hoang của người Maori trên đảo Raoul và đảo Norfolk chứng tỏ kūmara chưa có mặt tại đây vào đầu những năm 1300. Lịch sử truyền khẩu bản địa có kể về một chuyến du hành trở lại miền trung Polynesia để thu thập giống cây về New Zealand, song các dị bản đó bất nhất về nhiều mặt: sự du nhập cây kūmara gắn liền với các chiếc waka di cư huyền thoại Aotea, Arawa, Horouta, Kurahaupō, Māhuhu, Māmari, Mātaatua, Tainui và Tokomaru, nhiều khả năng do mana được người Māori đồng nhất với công lao đưa kūmara đến New Zealand. Một câu chuyện điển hình kể về một tổ tiên của tộc Tūhoe tên là Toi-kai-rākau, người sau khi chèo lái chiếc waka Horouta đến New Zealand, đã giới thiệu cho người Maori địa phương kūmara khô (kao). Dân chúng địa phương yêu thích loại củ này bèn ra khơi với Horouta trở lại miền trung Polynesia để thu hái cây về trồng ở New Zealand. Tộc Ngāti Awa cũng có một câu chuyện tương tự về waka Mātaatua, rằng nó từng ra khơi để mang kūmara về Whakatāne. Theo truyền thống Tainui và Te Arawa, kūmara được Whakaotirangi mang đến New Zealand, một người phụ nữ có công mang hạt giống của những loài thực vật quan trọng trong chuyến hải trình đến New Zealand sau khi bị tù trưởng Tama-te-kapua bắt cóc vào khoảng năm 1350 CN. Whakaotirangi thử nghiệm nhiều cách để kūmara thích nghi với khí hậu lạnh, nơi chúng sẽ có vị chua khó chịu khi phơi dưới sương giá. Một câu chuyện khác kể về Marama, một người vợ lẽ của Hoturoa trên chiếc waka Tainui. Nàng mang theo cây kūmara trong chuyến hải hành nhưng khi đến được Aotearoa, nàng lại đem lòng yêu một kẻ nô lệ thay vì Hoturoa. Để trừng phạt sự bất chung thủy đó, cây kūmara của nàng biến thành pōhue (Calystegia sepium) – một loại cỏ dại mọc tại các nông trang trồng kūmara.